# Скоуфилд, Перси
Пе́рси Ско́уфилд (англ. Percy Schofield; апрель 1893 — 20 июня 1968) — английский футболист, выступавший на позиции инсайда.

## Биография
Родился в Болтоне. Выступал за клуб «Экклз Боро» из одноимённого города.
В мае 1921 года перешёл в «Манчестер Юнайтед». Свой первый и единственный матч за основной состав клуба провёл 1 октября 1921 года: это была игра Первого дивизиона против «Престон Норт Энд» на стадионе «Олд Траффорд»; она завершилась вничью 1:1.В мае 1921 года он перешёл в «Бери».
В сентябре 1922 года вернулся в «Экклз Юнайтед». В дальнейшем выступал за клуб «Херст».